# خانه سرتیپ سدهی
خانه سرتیپ سده‌ای مربوط به دوره قاجار است و در خمینی شهر، محله لادره فروشان، بلوار توحید واقع شده و این اثر در تاریخ ۲۵ اسفند ۱۳۸۰ با شمارهٔ ثبت ۵۴۴۴ به‌عنوان یکی از آثار ملی ایران به ثبت رسیده است.

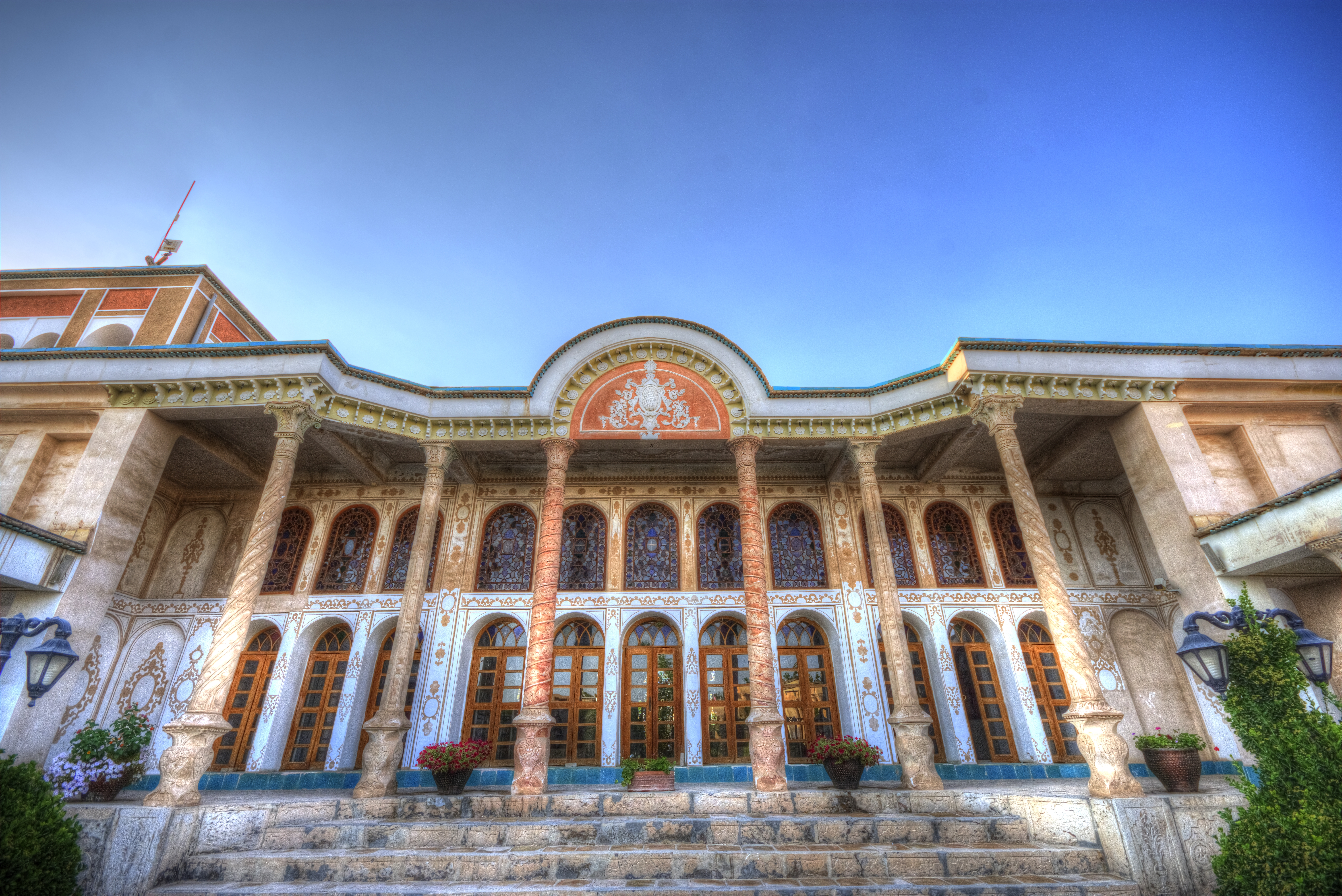

این مجموعه شامل چند خانه، دیوانخانه، حمام و حسینیه می‌باشد؛ که در محله فروشان خمینی شهر (سده) اصفهان قرار گرفته است. ساخت آن را به سرتیپ محمد حسین خان امینی سدهی که از فرماندهان قشون ظل السلطان حاکم وقت اصفهان در زمان ناصرالدین شاه قاجار بوده است. وی داماد اول ظله سلطان بوده است. نسبت می‌دهند ونمونه واضحی از معماری دوره قاجار می‌باشد سر در ورودی کتیبه‌ای موجود است که ساخت بنا را به سال ۱۳۱۵–۱۳۱۶ هجری قمری نشان می‌دهد و با استناد به کتیبه‌ای که هم‌اکنون در تالار پذیرایی (شاه‌نشین) قرار دارد. می‌توان نتیجه گرفت که ساخت این بنا به احتمال زیاد طی یک سال صورت گرفته است. براساس گفته‌های موجود ظل السلطان حاکم وقت اصفهان قصد بازدید از خمینی شهر (سده) را داشته است که سرتیپ به دلیل نداشتن محل پذیرایی مناسب از وی درخواست مهلت دو ساله جهت مهیا نمودن عمارتی در شأن او نموده که با موافقت روبرو شد و سریعا شروع به ساخت این مجموعه با اهمیت که با مهارت و استادی خاصی در مساحت ۲۳۵۰ متر مربع در جهت شمالی، جنوبی و با امکانات مورد نیاز بوده است می‌نماید. تا مکانی مناسب برای یک زندگی مرفه فراهم گردد. فرم سبک معماری، (نقش مایه‌ها) و رنگ‌های مورد استفاده در تزیین ساختمان متعلق به معماری سبک قاجاری است و تأمین روشنایی، گرمای زمستان وخنکی تابستان بیشتر از طریق عوامل طبیعی همچون نور خورشید وجریان هوا بوده است. دیوانخانه سرتیپ سدهی دارای تالار، حوضخانه، نارنجستان، اتاق‌های سه‌دری و پنج‌دری و برج مراقبت است. این بنای زیبا که از خشت خام و اجر ساخته شده دارای تزیینات بسیار چشم‌نوازی همچون گچبری، منبت کاری آیینه کاری، پارچه‌های سقفی و پنجره‌های گره‌چینی شده است. این بنای با شکوه که سقف ایوان آن بر روی ستون‌های گچبری شده با سرستون‌های برگ کنگری قرار گرفته است و دارای حجاری‌های ظریف و زیباست و شکل بیرونی آن شباهت انکارناپذیری با عمارت باغ ارم شیراز دارد.